# Mike Rome
Mike Rome, pseudonimo di Austin Michael Romero (San Diego, 8 ottobre 1981), è un intervistatore e ring announcer di wrestling statunitense sotto contratto con la WWE, dove lavora come ring announcer del brand NXT e occasionalmente anche in altri show della WWE.
Ha vinto una volta il WWE 24/7 Champion, quando durante un evento dal vivo il 27 dicembre 2019 ha detenuto il titolo per soli nove secondi.

## Biografia
Rome è cresciuto a San Diego, in California, come grande fan dell'era Rock 'n Wrestling della WWE, idolatrando wrestler come The Ultimate Warrior e rimanendo affascinato dal debutto di The Undertaker alle Survivor Series del 1990.

## Carriera
Romero ha firmato con la WWE nel maggio 2016, dopo aver lavorato in precedenza per Nickelodeon come emcee itinerante e per Walt Disney World e Universal Studios di Orlando, Florida, come membro del cast.

### Ring announcer diNXTe presenze sporadiche aRaw(2016-2019)
Ha iniziato a lavorare come ring announcer per il brand NXT. È stato anche il ring announcer del Cruiserweight Classic, e ha fatto il suo debutto nella programmazione WWE nella puntata di NXT del 7 settembre 2016. Originariamente si presentava come Michael Rome, quindi utilizzando il suo secondo nome e un'abbreviazione del suo cognome, ma successivamente, prima di una registrazione di una puntata di NXT, il suo ring name cambiò in Mike Rome, usando quindi un'abbreviazione del suo secondo nome, così da differenziarsi dal commentatore Michael Cole. Rome ha fatto il suo debutto nel roster principale nella puntata di Raw del 16 gennaio 2017, in un segmento nel backstage intervistando Nia Jax, e successivamente ha continuato a fare apparizioni sia a NXT che a Raw. Ha fatto la sua ultima apparizione a NXT come intervistatore a NXT TakeOver: Brooklyn IV. Da quel momento in poi, Rome sarebbe apparso regolarmente negli show del roster principale.
Occasionalmente, Rome è stato utilizzato per approfondire le storyline a Raw o in altre occasioni. Nel luglio 2018, in un segmento nel backstage, Alexa Bliss stava promuovendo il contenuto Table for 3 sul WWE Network, quando Rome è passato e l'ha interrotta, pensando che lei gli stesse chiedendo un appuntamento. Come parte dei contenuti online della WWE, Rome avrebbe ritratto un personaggio delirante che era sicuro che avrebbe cenato con la Bliss.

### Ring announcer diRaw(2019-2023)
A partire da gennaio 2019, Rome è diventato il principale annunciatore di Raw sostituendo la precedente annunciatrice JoJo. A partire dall'aprile 2019, Rome, proprio come la sua controparte di SmackDown Greg Hamilton, è stato costretto da Shane McMahon a presentarlo sul ring ponendo l'accento sulla frase “Best in the world” (relativa alla gimmick di McMahon dell'epoca). In un'occasione, la voce di Rome ha ceduto verso la fine, facendo sì che McMahon e Roman Reigns ridessero visibilmente e che Michael Cole e Corey Graves lo prendessero in giro. Secondo Hamilton, Rome era legittimamente malato quella sera e lo ha elogiato per essere riuscito comunque a fare l'annuncio.
Il 27 dicembre, Rome ha vinto il 24/7 Championship in un evento WWE Live a Pittsburgh, Pennsylvania. Samir Singh aveva appena vinto il titolo per la terza volta ai danni di R-Truth e voleva che Rome lo annunciasse come nuovo campione, pungolandolo mentre lo faceva. Invece, Rome ha fatto rotolare Samir per vincere il titolo e mentre stava per annunciarsi come nuovo campione, Sunil Singh lo ha sorpreso con un roll up per conquistare il titolo per la terza volta.
Dopo il rilascio di Greg Hamilton nell'ottobre del 2021, ha lavorato da annunciatore sia a Raw che a SmackDown fino al 14 gennaio 2022, quando Samantha Irvin ha preso il suo posto come annunciatrice a SmackDown dopo la usa esperienza a 205 Live.

### Ring announcer diSmackDown(2023-2024)
L'8 maggio 2023, durante il Draft WWE, Rome fu scelto come annunciatore di SmackDown, di conseguenza Samantha Irvin divenne la ring announcer di Raw. Nel 2024, il suo ruolo di annunciatore si ridurrà in occasione dei premium live event della WWE, poiché Irvin annuncerà in solitaria tre dei quattro eventi da gennaio a maggio, mentre Rome ne annuncerà solo uno, ovvero Elimination Chamber: Perth. Continuerà ad annunciare gli show settimanali fino alla sua ultima apparizione a SmackDown come annunciatore ufficiale il 26 aprile 2024.

### Ritorno aNXTe sporadiche apparizioni nel roster principale (2024-presente)
Il 9 maggio 2024, Rome ha annunciato sul suo account Instagram il suo ritorno come ring announcer di NXT, citando il fatto di essere più vicino a casa sua a Orlando, in Florida, dove NXT tiene i suoi show settimanali. Alicia Taylor avrebbe preso il posto di Rome come ring announcer di SmackDown.
Rome è tornato brevemente nel roster principale per annunciare il tour della WWE in Arabia Saudita durante lo show di SmackDown del 24 maggio 2024 e l'evento King and Queen of the Ring del 25 maggio.

## Titoli e riconoscimenti
- WWE
  - WWE 24/7 Championship (1)[18][21]